# Cecil Isbell
Cecil Frank Isbell, (* 11. Juli 1915 in Houston, Texas; † 23. Juni 1985 in Hammond, Indiana), Spitzname: Cece, war ein US-amerikanischer American-Football-Spieler und -Trainer. Er war unter anderem Quarterback in der National Football League (NFL).

## Laufbahn als Spieler

### Collegefootballspieler
Isbell kommt aus einer footballbegeisterten Familie. Er besuchte die Highschool in seiner Geburtsstadt und erhielt 1935 ein Stipendium an der Purdue University in West Lafayette, Indiana. Wie in den Anfangsjahren des American Football üblich kam er bei den Purdue Boilermakers auf verschiedenen Positionen zum Einsatz, spielte aber überwiegend als Quarterback und Halfback. 1936 erzielten die Boilermakers 23 Touchdowns in der Saison, Isbell zeigte sich für 15 davon verantwortlich. 1937 wurde Isbell zum MVP seiner Mannschaft gewählt. 1938 konnte die Auswahlmannschaft der besten Collegespieler den amtierenden Meister der NFL, die Washington Redskins, unter Führung von Isbell mit 28:16 schlagen. Isbell wurde zum MVP des Spiels gewählt. Während seiner Laufbahn in Purdue war sein Bruder Cody Isbell einer der Ends der Mannschaft.

### Profifootballspieler
1938 wurde Isbell von den Green Bay Packers in der ersten Runde der NFL Draft 1938 an der siebten Stelle gezogen. Trainer der Mannschaft war Curly Lambeau, der es in den vorausgegangenen Jahren geschafft hatte aus den Packers ein Spitzenteam zu formen. Zahlreiche Spitzenspieler wie Don Hutson, Arnie Herber oder Milt Gantenbein standen in den Reihen der Mannschaft aus Green Bay. Im folgenden Jahr 1939 konnte die Mannschaft von Isbell im Endspiel gegen die New York Giants mit 27:0 die NFL Meisterschaft gewinnen. Isbell warf dabei einen Touchdownpass. Im Jahr 1941 scheiterte er im NFL Endspiel an den Chicago Bears. Das Spiel ging mit 33:14 verloren. Cecil Isbell gelang erneut ein Touchdownpass. Isbell wollte auf dem Gipfel seiner Karriere als Spieler abtreten und beendete nach fünf Jahren in der NFL 1942 im Alter von 27 Jahren seine Spielerlaufbahn.

## Laufbahn als Trainer
Isbell wurde unmittelbar nach seiner Spielerlaufbahn Trainer. Zunächst trainierte er von 1943 bis 1946 seine alte Universität als Assistant Coach und Head Coach, bevor er erneut bis 1952 zu den Profis wechselte und als Assistant Coach bzw. Head Coach die Baltimore Colts, die Chicago Cardinals und die nur kurzfristig existenten Dallas Texans trainierte. Nach zwei weiteren Jahr als Assistenztrainer bei der Louisiana State University beendete er seine Trainerlaufbahn und wechselte in die Wirtschaft.
Cecil Isbell ist auf dem Grand View Cemetery in West Lafayette, Indiana, beerdigt.

## Ehrungen
Isbell ist Mitglied im NFL 1930s All-Decade Team, in der Green Bay Packers Hall of Fame und in der College Football Hall of Fame, sowie in der Athletic Hall of Fame seines Colleges. 1937 wurde er zum MVP seiner Collegemannschaft gewählt. Er spielte viermal im Pro Bowl, dem Abschlussspiel der besten Spieler einer Saison und wurde fünfmal zum All-Pro gewählt.